# Дружно (Вармінсько-Мазурське воєводство)
Дружно (пол. Drużno, нім. Drausenhof) — село в Польщі, у гміні Ельблонґ Ельблонзького повіту Вармінсько-Мазурського воєводства.
Населення — 89 осіб (2011).
У 1975-1998 роках село належало до Ельблонзького воєводства.

## Демографія
Демографічна структура станом на 31 березня 2011 року:
|          | Загалом | Допрацездатний вік | Працездатний вік | Постпрацездатний вік |
| -------- | ------- | ------------------ | ---------------- | -------------------- |
| Чоловіки | 47      | 9                  | 31               | 7                    |
| Жінки    | 42      | 7                  | 25               | 10                   |
| Разом    | 89      | 16                 | 56               | 17                   |